# Roger Gilson
Roger Gilson (19 de setembro de 1947 — 18 de janeiro de 1995) foi um ciclista luxemburguês, que participou nos Jogos Olímpicos de 1968, realizados na Cidade do México. Competiu na prova individual de ciclismo em estrada, e terminou em 54º.
Proclamado quatro vezes campeão nacional em estrada, e venceu uma etapa da Volta a Espanha 1976.